# Служба стандартних зразків складу та властивостей речовин і матеріалів
Служба стандартних зразків складу та властивостей речовин і матеріалів (далі - Служба) - це система підприємств, установ та організацій усіх форм власності, їх структурних підрозділів, що постійно провадять науково-метрологічну діяльність щодо розроблення і застосування стандартних зразків складу та властивостей речовин і матеріалів (далі - стандартні зразки).
Служба  здійснює міжгалузеву координацію та забезпечує виконання робіт, пов’язаних із розробленням і впровадженням стандартних зразків складу та властивостей речовин і матеріалів.
Служба стандартних зразків складу та властивостей речовин і матеріалів входить в структуру національної метрологічної служби.

## Основні завдання Служби
Основними завданнями Служби є:
- здійснення міжгалузевої координації;
- забезпечення єдності вимірювань та простежуваності в тих видах вимірювань, які не можуть бути забезпечені за допомогою еталонів;
- виконання робіт, пов’язаних з розробленням і впровадженням стандартних зразків.

Служба відповідно до покладених на неї завдань забезпечує:
- науково-методичне керівництво роботою з розроблення та застосування стандартних зразків;
- визначення та прогнозування потреб економіки та невиробничої сфери у стандартних зразках;
- визначення основних напрямів розроблення та встановлення потрібної точності стандартних зразків, що застосовуються в економіці та невиробничій сфері;
- проведення наукових досліджень щодо створення нових типів стандартних зразків;
- здійснення міжнародного співробітництва з питань розроблення та застосування стандартних зразків.

## Організаційна основа Служби
Координацію діяльності щодо забезпечення функціонування та розвитку Служби здійснює Мінекономрозвитку.
З метою здійснення координації науково-метрологічної діяльності та забезпечення взаємодії підприємств, установ та організацій, їх структурних підрозділів, що беруть участь у роботі Служби, Мінекономрозвитку визначає науково-методичний центр Служби з числа наукових метрологічних центрів, який може забезпечити документально підтверджену простежуваність установлених значень властивостей стандартних зразків до національних еталонів основних одиниць та забезпечити найменшу невизначеність вимірювань таких значень.
Систему Служби складають:
1. науково-методичний центр Служби, який:здійснює: 
- науково-методичне керівництво та координацію робіт із створення стандартних зразків виробниками стандартних зразків;
- проводить наукові дослідження щодо створення стандартних зразків;
- здійснює встановлення значень властивостей стандартних зразків з відповідними невизначеностями вимірювань та простежуваністю згідно з ДСТУ-Н ISO Guide 35, супроводжуючи їх документами згідно з ДСТУ-Н ISO Guide 31;
- визначає в установленому законодавством порядку придатність стандартних зразків для застосування під час проведення повірки законодавчо регульованих засобів вимірювальної техніки;
- розробляє настанови і рекомендації щодо розроблення та застосування стандартних зразків;
- здійснює міжнародне співробітництво з питань розроблення та застосування стандартних зразків;
- бере участь у розробленні державних науково-технічних програм у сфері метрології та метрологічної діяльності щодо створення стандартних зразків;
- надає в межах своїх повноважень науково-методичні консультації щодо розроблення та застосування стандартних зразків;
- подає Мінекономрозвитку звіт про діяльність Служби.

2. виробники стандартних зразків, що мають в установленому порядку підтверджену компетентність, які:
- створюють стандартні зразки для задоволення потреб економіки або невиробничої сфери та встановлюють значення властивостей таких стандартних зразків з відповідними невизначеностями вимірювань та простежуваністю згідно з ДСТУ-Н ISO Guide 35, супроводжуючи їх документами згідно з ДСТУ-Н ISO Guide 31;
- залучаються науково-методичним центром Служби до проведення наукових досліджень щодо створення стандартних зразків.